# UFC Fight Night: Lewis vs. Abdurakhimov
UFC Fight Night: Lewis vs. Abdurakhimov (também conhecido como UFC Fight Night 102) é um evento de artes marciais mistas promovido pelo Ultimate Fighting Championship que será realizado no dia 9 de dezembro de 2016, na Times Union Center, em Albany, Nova Iorque.

## Background
Este evento será o primeiro que a organização recebe em Albany.
A luta entre os pesos-pesados Derrick Lewis e Shamil Abdurakhimov é esperada para servir como a principal do evento.
Uma luta no peso-médio entre Josh Samman e Oluwale Bamgbose foi brevemente ligada ao evento. No entanto, o casamento não se materializou, pois Samman morreu no dia 5 de outubro de 2016. Joe Gigliotti foi escolhido como substituto. Por sua vez, Bamgbose foi retirado da luta em meados de novembro, citando uma lesão, e foi substituído pelo recém-chegado na promoção, Gerald Meerschaert.
Recém-chegado na organização, Charlie Ward era esperado para enfrentar Randy Brown no evento. No entanto, Ward foi retirado do evento no início de novembro, alegando problemas com o visto, que restringia sua viagem, e foi substituído pelo também estreante Brian Camozzi.
Zubaira Tukhugov foi programado para enfrentar Tiago Trator no evento. No entanto, em 14 de novembro, Tukhugov foi retirado do card depois de ter sido notificado pela USADA por uma potencial violação das normas antidopagem, decorrente de uma amostra coletada anteriormente, no período fora de competição. Em 28 de novembro, Tukhugov foi substituído pelo recém-chegado na promoção, Shane Burgos.
Aljamain Sterling era esperado para enfrentar Raphael Assunção no evento. No entanto, Sterling retirou-se da luta em 23 de Novembro, citando lesão. Assunção foi, subsequentemente, removido do card, com o casamento da luta sendo esperado para ser reprogramado para um evento futuro.
A vencedora do The Ultimate Fighter: Team Joanna vs. Team Cláudia no peso-palha feminino, Tatiana Suarez, era esperada para enfrentar Juliana Lima no evento. No entanto, Suarez retirou-se da luta em 23 de Novembro, citando lesão. Ela foi substituída em 2 de dezembro, pela novata na organização, JJ Aldrich.
Patrick Cummins era esperado para enfrentar Gian Villante no evento. No entanto, Cummins retirou-se da luta em 2 de Dezembro, citando uma infecção por estafilococos. Ele foi substituído pelo recém-chegado na promoção, Saparbek Safarov.
No momento da pesagem, Justine Kish ficou com 116,4 libras (52,8 kg), acima do limite do peso-palha feminino, que é de 116 lbs (52,6 kg). Como resultado, Kish foi multada em 20% de sua bolsa, que vai para a sua  adversária, Ashley Yoder, e a luta continuará no card, mas em peso-casado.

## Bônus da Noite
- Luta da Noite:  Gian Villante vs.  Saparbek Safarov
- Performance da Noite:  Francis Ngannou e  Gerald Meerschaert